# ローベル・イポリット・ショーダ
ローベル・イポリット・ショーダ（Robert Hippolyte Chodat、1865年6月4日 – 1934年4月28日）は、スイスの植物学者、藻類学者である。ジュネーヴ大学の教授、植物研究所の所長を務めた。

## 略歴
ベルン州のムーティエで生まれた。ビールで学んだ後、高等学校卒業資格試験（Matura）に合格し、ベルン大学で医学と自然科学を学んだ。ジャン・ミューラーの勧めで薬学と植物学を学び、薬剤師の資格を得るとともに博士号を取得した。ジュネーヴで薬局を開き、1888年にジュネーヴ大学で薬学の講師を務め、1889年から准教授、1891年に薬用植物学の教授となった。1900年から植物学、植物分類学の講義も行った。1908年から1910年にはジュネーヴ大学の学長も務めた。1915年からブール＝サン＝ピエールの高山植物植物園（Jardin et Laboratoire de la Linnaea alpins）の園長も務めた。
ヒメハギ科 (Polygalaceae) の植物の専門家で、1914年にはパラグアイの植物を収集した医師、エミール・アスレル（Emil Hassler)とパラグアイの植物採集旅行を行った。1933年にリンネ・メダルを受賞した。 
オシダ科の種、Acrostichum chodatii Sodiro, 1908 (Elaphoglossum chodatii (Sodiro) C.Chr., 1913のシノニム)など多くの種に献名されている。

## 著作
- Diatomées fossiles du Japon : Espèces marines & nouvelles des calcaires argileux de Sendaï & de Yedo (avec Jacques & T. Tempère) (1889)
- Monographia Polygalacearum, vol.1 1891, vol.2 1893.
- Plantae Hasslerianae (Emil Hasslerと共著).[1][2][3][4][5] (1898–1907)
- Algues vertes de la Suisse : Pleurococcoïdes - Chroolépoïdes (1902)
- Principes de Botanique (1907)
- Etude Critique et Experimentale sur le Polymorphisme des Algues, 1909.
- La Végétation du Paraguay. Résultats Scientifiques d'une Mission Botanique Suisse au Paraguay, (mit Wilhelm Vischer).
- Monographies d'algues en culture pure (1913)
- La biologie des plantes: Les plantes aquatiques, 1917.
- La Myrmécophilie des Cordia de la section Gerascanthus. Bulletin de la Societe Botanique de Geneve, 12, S. 172–200. (1921)